# Piza
Piza (wł. Pisa) – miasto we Włoszech, w Toskanii, 85 379 mieszkańców, nad rzeką Arno, oddalone o 13 km od wybrzeża Morza Tyrreńskiego.
Piza jest także jedną z prowincji Toskanii o powierzchni 2448 km², zamieszkaną przez 384 957 osób, podzieloną na 39 gmin.

## Historia
Założona przez Etrusków lub Ligurów, później port morski. Stała się potężną republiką między X a XII wiekiem. W roku 1081 uzyskała prawa miejskie i zrzeczenie się księcia Toskanii wszelkiej jurysdykcji oraz nadanie praw mieszkańcom wyboru margrabiów. Piza wzbogaciła się w tym okresie na łupach pochodzących z kampanii przeciwko Saracenom na Sycylii i Sardynii – najlepiej świadczy o tym kunszt wykonania słynnej w świecie Krzywej Wieży (Torre Pendente). Od XVI w. podupadło głównie z winy nanoszonego przez rzekę Arno mułu, który doprowadził do zapiaszczenia portu. W 1409 miejsce soboru. W Pizie znajduje się również jeden ze starszych uniwersytetów na świecie, utworzony w 1343.
- 180 p.n.e. – zdobyta przez Rzym
- 313 – stolica biskupia
- 860 – miasto złupili wikingowie pod wodzą Hastinga
- 1063 – rozpoczęcie budowy katedry
- 1075 – miasto wystąpiło do papieża z prośbą o nadanie praw miejskich
- 1081 – nadanie praw miejskich
- 1152 – rozpoczęcie budowy baptysterium
- 1284 – miasto zdobyte przez Genueńczyków
- 1343 – założenie uniwersytetu
- 1406 – zdobyta przez Florencję
- 1409 – Sobór w Pizie
- 1494 – odzyskanie niepodległości
- 1509 – po raz drugi zdobyta przez Florencję
- 1987 – Campo dei Miracoli zostało wpisane na Listę Światowego Dziedzictwa Kulturalnego UNESCO[1]

## Zabytki
- Campo dei Miracoli (Pole cudów) – duży plac, na którym znajdują się 4 arcydzieła architektury średniowiecznej: katedra, baptysterium, kampanila, zwana Krzywą Wieżą oraz cmentarz:
  - Katedra – zbudowana w latach 1063–1118, następnie po pożarze w 1595 odbudowana w 1604 roku. Fasada katedry w stylu lombardzkim[2] ozdobiona kolorowym piaskowcem oraz płytkami ze szkła i majoliki. Najcenniejsze zabytki to południowe drzwi wykonane z brązu (1180) przez Bonannusa, mozaika Chrystus w Majestacie (1302) w apsydzie i ambona (1302–1311) autorstwa Giovanniego Pisano;
  - Baptysterium – w budowli można zidentyfikować kilka stylów architektonicznych, romański w bryle budynku, gotycki w zdobiących elewacje pinaklach, renesans w półkolistych arkadach. Projekt budynku wykonał Diotisalvi, natomiast budowę ukończyli Giovanni Pisano i Nicola Pisano. Wewnątrz zwraca uwagę marmurowa chrzcielnica Guida Bigaralliego oraz ambona Nicoli Pisano;
  - Torre Pendente (Krzywa Wieża) – budowę której rozpoczęto w 1173 jako dzwonnicy katedry, jednakże ze względu na piaszczysty grunt zaczęła się przechylać już w trakcie budowy;
  - Camposanto – nekropolia w północnej części Campo dei Miracoli w pobliżu katedry;
- Bazylika San Piero a Grado – rzymskokatolicki kościół znajdujący się w miejscu, gdzie według tradycji św. Piotr zszedł na ląd w drodze z Antiochii do Rzymu, znaczący przykład lokalnego stylu romańskiego;
- kościół Santa Maria della Spina – mały kościół położony nad brzegiem Arno zbudowany w 1230 i przebudowany w stylu gotyckim w 1323 roku. W 1871 kościół rozebrano i przesunięto o kilka metrów. Nazwa kościoła pochodzi od przechowywanej tu kiedyś relikwii ciernia z korony cierniowej Jezusa;
- kościół San Zeno;
- Piazza dei Cavallieri – plac otoczony średniowiecznymi budynkami;
- Museo dell'Opera del Duomo – eksponujące skarby katedry i baptysterium;
- Museo Nazionale di San Matteo – muzeum z bogatym zbiorem toskańskiej rzeźby i malarstwa, w szczególności twórców związanych z Pizą i Florencją;
- Museo delle Sinopie – muzeum eksponuje szkice fresków które ozdabiały mury Camposanto. Freski te zostały zniszczone w czasie nalotów bombowych w 1944 roku;

## Znane postacie
- Filippo Buonarroti (1761–1837), rewolucjonista
- Giorgio Chiellini (ur. 1984 ), piłkarz
- Ulisse Dini (1845–1918), matematyk
- Eugeniusz III, papież
- Leonardo Fibonacci (ok. 1175–1250), matematyk
- Galileo Galilei (1564–1642), astronom, fizyk i filozof
- Antonio Pacinotti (1841–1912), fizyk
- Rustichello da Pisa (XIII wiek), powieściopisarz
- Giovanni Pisano (ok. 1250–1314), rzeźbiarz i architekt
- Nicola Pisano (ok. 1220–1278), rzeźbiarz
- Bruno Pontecorvo (1913–1993), fizyk
- Ippolito Rosellini (1800–1843), orientalista i egiptolog
- Titta Ruffo (1877–1953), śpiewak operowy

## Miasta partnerskie
- Francja: Angers
- Izrael: Akka
- Stany Zjednoczone: Niles
- Niemcy: Unna
- Brazylia: Corumbá
- Grecja: Rodos